# Epidromia gargilius
Epidromia gargilius är en fjärilsart som beskrevs av William Schaus 1912. Epidromia gargilius ingår i släktet Epidromia och familjen nattflyn. Inga underarter finns listade i Catalogue of Life.